# Zemun

Zemun zaznaczony na mapie dzielnic Belgradu cyfrą 6

Zemun (serb. Земун, Zemun, niem. Semlin, węg. Zimony) – dzielnica Belgradu (Serbia); port u ujścia Sawy do Dunaju.
Zemun jako celtycka osada plemienia Skordysków Taurunum ulokowany został w obecnym miejscu w III w. p.n.e. Do 1934 roku był miastem osobnym od Belgradu.
Należał do Austro-Węgier aż do końca ich istnienia. Granica miasta na rzece Sawie stanowiła również granicę państwową Monarchii Habsburgów i Imperium Osmańskiego. Także podczas drugiej wojny światowej Zemun był oddzielony od Belgradu, przynależał wówczas do terenów chorwackich. Rok po wyzwoleniu przez sowiecką armię w 1944 roku ponownie został przyłączony i stał się integralną częścią Belgradu.
W Zemunie znajduje się główne lotnisko Belgradu, największe w Serbii, stadion piłkarski, dwa szpitale, wydział uniwersytecki, szkoły wyższe, teatr-opera i liczne zakłady przemysłowe. Nad brzegiem Sawy ciągnie się wielokilometrowa keja Zemunski Kej.
Zabytkami dzielnicy są m.in. cerkwie: Bogorodicy (XVIII wiek) i Nikolajevska (XIX wiek), dom z XVIII wieku i wieża Gardoš (Kula Sibinjanin Janka, wieża Jana Hunyadyego) z 1896 roku, upamiętniająca tysiąclecie panowania Węgier na tym terenie.

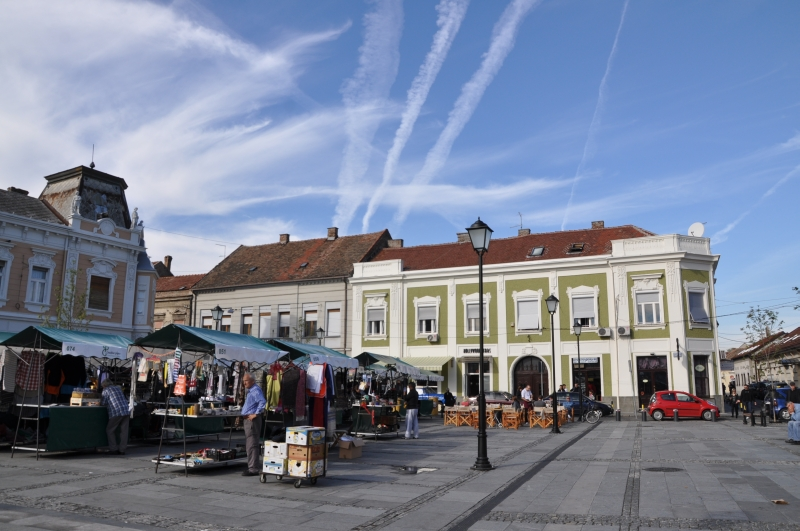
Plac targowy na głównym placu
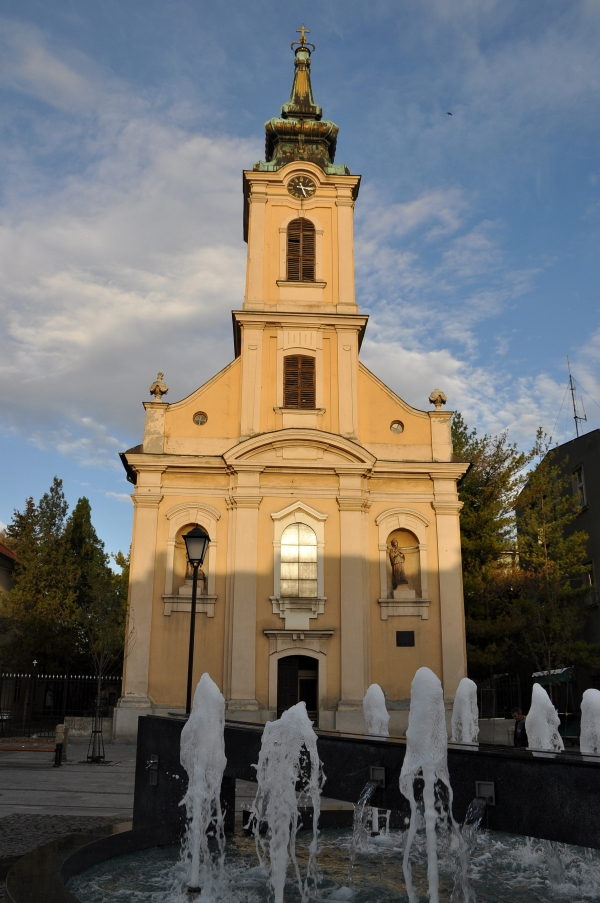
Kościół Wniebowzięcia Najświętszej Marii Panny
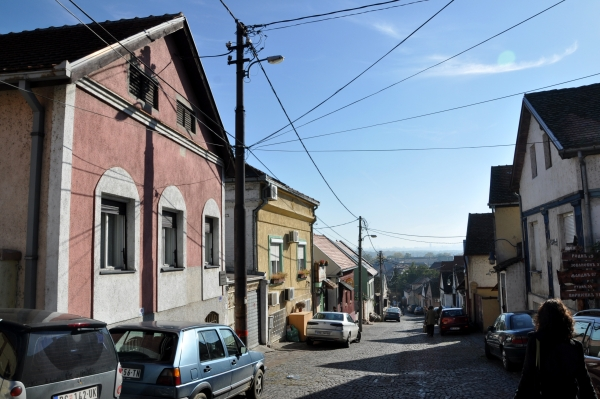
Jedna ze starych ulic
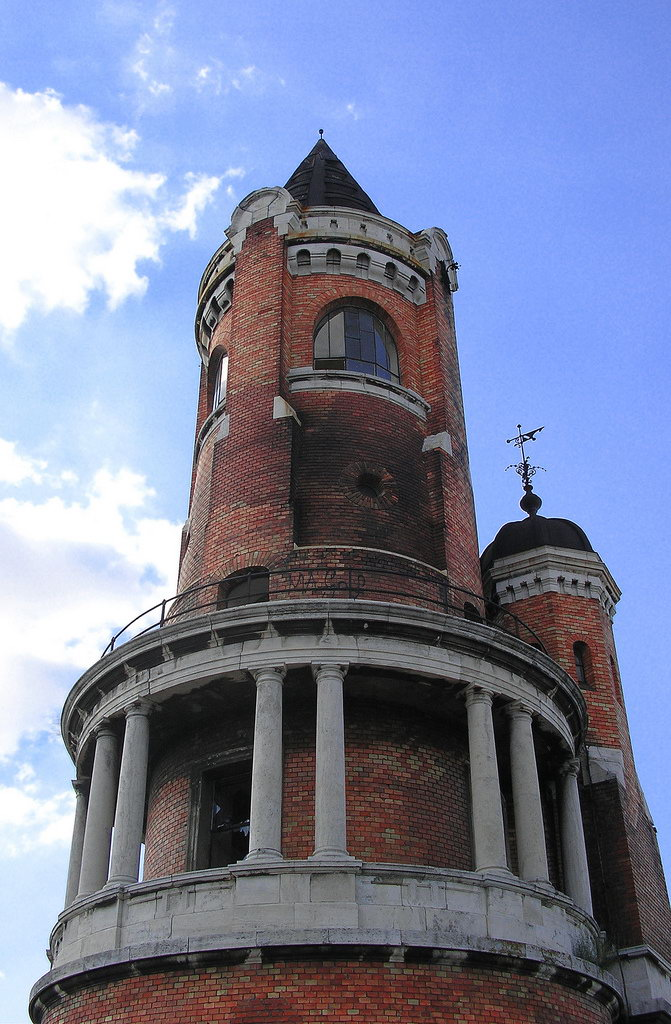
Wieża Gardoš

## Współpraca
Miejscowości partnerskie:
- Ar-Ram, Palestyna
- Banja Luka, Bośnia i Hercegowina
- Bitola, Macedonia Północna
- Damaszek, Syria
- Esch-sur-Alzette, Luksemburg
- Herceg Novi, Czarnogóra
- Korfu, Grecja
- Kranj, Słowenia
- Mödling, Austria
- Ochryda, Macedonia Północna
- Offenbach am Main, Niemcy
- Osijek, Chorwacja
- Puteaux, Francja
- Saint-Gilles, Belgia
- Tilburg, Holandia
- Tower Hamlets, Wielka Brytania
- Velletri, Włochy
- Weria, Grecja